# Ladies Open Lausanne
Il Ladies Open Lausanne, noto in precedenza come WTA Swiss Open (1977-85) e  European Open (1986-94), è stato un torneo femminile di tennis giocato a Losanna, ma è stato disputato in precedenza in diverse località della Svizzera. Dal 1994 il torneo non è stato più disputato fino al 2016, quando la WTA ha annunciato il ritorno del torneo nel calendario del WTA Tour 2016. L'edizione del 2020 non viene disputata a causa della pandemia di COVID-19. Viene soppresso nel 2023, e la sua licenza venduta per far passare di categoria il torneo di Linz, cancellando di fatto l'unico torneo femminile (a dispetto dei tre maschili attualmente attivi) in Svizzera.

## Albo d'oro

### Singolare
| Località | Anno       | Categoria                             | Campionessa                              | Finalista                                | Punteggio                                |
| -------- | ---------- | ------------------------------------- | ---------------------------------------- | ---------------------------------------- | ---------------------------------------- |
| Gstaad   | 1969       | WTA Tour                              | Françoise Dürr (1)                       | Rosie Casals                             | 6–4, 4–6, 6–2                            |
| Gstaad   | 1970       | WTA Tour                              | Rosie Casals                             | Françoise Dürr                           | 6–2, 5–7, 6–2                            |
| Gstaad   | 1971       | WTA Tour                              | Françoise Dürr (2)                       | Lesley Hunt                              | 6–3, 6–3                                 |
| Gstaad   | 1972       | WTA Tour                              | Kazuko Sawamatsu                         | Pam Teeguarden                           | 6–3, 4–6, 6–2                            |
| Gstaad   | 1973       | Non disputato                         | Non disputato                            | Non disputato                            | Non disputato                            |
| Gstaad   | 1974       | WTA Tour                              | Helga Schultze                           | Lea Pericoli                             | 4–6, 6–4, 6–3                            |
| Gstaad   | 1975       | WTA Tour                              | Glynis Coles                             | Linky Boshoff                            | 9–7, 2–6, 8–6                            |
| Gstaad   | 1976       | WTA Tour                              | Michèle Gurdal                           | Gail Sherriff                            | 4–6, 6–2, 6–3                            |
| Gstaad   | 1977       | WTA Tour                              | Lesley Hunt                              | Helen Gourlay                            | 4–6, 7–5, 6–1                            |
| Gstaad   | 1978       | WTA Tour                              | Virginia Ruzici                          | Petra Delhees                            | 6–2, 6–2                                 |
| Gstaad   | 1979-1980  | Non disputato                         | Non disputato                            | Non disputato                            | Non disputato                            |
| Lugano   | 1981       | WTA Tour                              | Chris Evert (1)                          | Virginia Ruzici                          | 6–1, 6–1                                 |
| Lugano   | 1982       | WTA Tour                              | Chris Evert (2)                          | Andrea Temesvári                         | 6–0, 6–3                                 |
| Lugano   | 1983       | WTA Tour                              | Torneo terminato al 3º turno per pioggia | Torneo terminato al 3º turno per pioggia | Torneo terminato al 3º turno per pioggia |
| Lugano   | 1984       | WTA Tour                              | Manuela Maleeva (1)                      | Iva Budařová                             | 6–1, 6–1                                 |
| Lugano   | 1985       | WTA Tour                              | Bonnie Gadusek                           | Manuela Maleeva                          | 6–2, 6–2                                 |
| Lugano   | 1986       | WTA Tour                              | Raffaella Reggi                          | Manuela Maleeva (2)                      | 5–7, 6–3, 7–6(6)                         |
| Ginevra  | 1987       | WTA Tour                              | Chris Evert (3)                          | Manuela Maleeva-Fragniere (3)            | 6–3, 4–6, 6–2                            |
| Ginevra  | 1988       | Tier V                                | Barbara Paulus (1)                       | Lori McNeil                              | 6–4, 5–7, 6–1                            |
| Ginevra  | 1989       | Tier V                                | Manuela Maleeva-Fragniere (2)            | Conchita Martínez                        | 6–4, 6–0                                 |
| Ginevra  | 1990       | Tier IV                               | Barbara Paulus (2)                       | Helen Kelesi                             | 2–6, 7–5, 7–6(3)                         |
| Ginevra  | 1991       | Tier IV                               | Manuela Maleeva-Fragniere (3)            | Helen Kelesi (2)                         | 6–3, 3–6, 6–3                            |
| Lucerna  | 1992       | Tier IV                               | Amy Frazier                              | Radka Zrubáková                          | 6–4, 4–6, 7–5                            |
| Lucerna  | 1993       | Tier III                              | Lindsay Davenport (1)                    | Nicole Bradtke                           | 6–1, 4–6, 6–2                            |
| Lucerna  | 1994       | Tier III                              | Lindsay Davenport (2)                    | Lisa Raymond                             | 7–6(3), 6–4                              |
| Lucerna  | 1995- 2015 | Non disputato                         | Non disputato                            | Non disputato                            | Non disputato                            |
| Gstaad   | 2016       | International                         | Viktorija Golubic                        | Kiki Bertens                             | 4–6, 6–3, 6–4                            |
| Gstaad   | 2017       | International                         | Kiki Bertens                             | Anett Kontaveit                          | 6–4, 3–6, 6–1                            |
| Gstaad   | 2018       | International                         | Alizé Cornet                             | Mandy Minella                            | 6–4, 7–6(6)                              |
| Losanna  | 2019       | International                         | Fiona Ferro                              | Alizé Cornet                             | 6–1, 2–6, 6–1                            |
| Losanna  | 2020       | Annullato per pandemia di Coronavirus | Annullato per pandemia di Coronavirus    | Annullato per pandemia di Coronavirus    | Annullato per pandemia di Coronavirus    |
| Losanna  | 2021       | WTA 250                               | Tamara Zidanšek                          | Clara Burel                              | 4–6, 7–6(5), 6–1                         |
| Losanna  | 2022       | WTA 250                               | Petra Martić                             | Olga Danilović                           | 6–4, 6–2                                 |
| Losanna  | 2023       | WTA 250                               | Elisabetta Cocciaretto                   | Clara Burel (2)                          | 7–5, 4–6, 6–4                            |

### Doppio
| Località | Anno       | Categoria                             | Campionesse                                      | Finaliste                                 | Punteggio                             |
| -------- | ---------- | ------------------------------------- | ------------------------------------------------ | ----------------------------------------- | ------------------------------------- |
| Gstaad   | 1971       | WTA Tour                              | Brenda Kirk Laura Rossouw                        | Françoise Dürr Lea Pericoli               | 8–6, 6–3                              |
| Gstaad   | 1972- 1973 | Non disputato                         | Non disputato                                    | Non disputato                             | Non disputato                         |
| Gstaad   | 1974       | WTA Tour                              | Helga Schultze Lea Pericoli                      | Kayoko Fukuoka Michelle Rodriguez         | 6–2, 6–0                              |
| Gstaad   | 1975       | Non disputato                         | Non disputato                                    | Non disputato                             | Non disputato                         |
| Gstaad   | 1976       | WTA Tour                              | Betsy Nagelsen (1) Wendy Turnbull                | Brigette Cuypers Annette Van Zyl          | 6–4, 6–4                              |
| Gstaad   | 1977       | WTA Tour                              | Rayni Fox Helen Gourlay                          | Mary Carillo Lesley Hunt                  | 6–0, 6–4                              |
| Gstaad   | 1978- 1980 | Non disputato                         | Non disputato                                    | Non disputato                             | Non disputato                         |
| Lugano   | 1981       | WTA Tour                              | Rosalyn Fairbank Tanya Harford                   | Candy Reynolds Paula Smith                | 2–6, 6–1, 6–4                         |
| Lugano   | 1982       | WTA Tour                              | Candy Reynolds Paula Smith                       | Joanne Russell Virginia Ruzici            | 6–2, 6–4                              |
| Lugano   | 1983       | WTA Tour                              | Christiane Jolissaint (1) Marcella Mesker (1)    | Petra Delhees Pat Medrado                 | 6–2, 3–6, 7–5                         |
| Lugano   | 1984       | WTA Tour                              | Christiane Jolissaint (2) Marcella Mesker (2)    | Iva Budařová Marcela Skuherská            | 6–4, 6–3                              |
| Lugano   | 1985       | WTA Tour                              | Bonnie Gadusek Helena Suková                     | Bettina Bunge Eva Pfaff                   | 6–2, 6–4                              |
| Lugano   | 1986       | WTA Tour                              | Elise Burgin Betsy Nagelsen (2)                  | Jenny Byrne Janine Thompson               | 6–2, 6–3                              |
| Ginevra  | 1987       | WTA Tour                              | Betsy Nagelsen (3) Elizabeth Smylie              | Laura Gildemeister Catherine Tanvier      | 4–6, 6–4, 6–3                         |
| Ginevra  | 1988       | Tier V                                | Christiane Jolissaint (3) Dinky Van Rensburg (1) | Maria Lindström Claudia Porwik            | 6–1, 6–3                              |
| Ginevra  | 1989       | Tier V                                | Katrina Adams Lori McNeil                        | Larisa Neiland Nataša Zvereva             | 2–6, 6–3, 6–4                         |
| Ginevra  | 1990       | Tier IV                               | Louise Field Dinky Van Rensburg (2)              | Elise Burgin Betsy Nagelsen               | 5–7, 7–6(2), 7–5                      |
| Ginevra  | 1991       | Tier IV                               | Nicole Bradtke Elizabeth Smylie (2)              | Cathy Caverzasio Manuela Maleeva          | 6–1, 6–2                              |
| Lucerna  | 1992       | Tier IV                               | Amy Frazier Elna Reinach                         | Karina Habšudová Marianne Werdel          | 7–5, 6–2                              |
| Lucerna  | 1993       | Tier III                              | Mary Joe Fernández Helena Suková                 | Lindsay Davenport Marianne Werdel         | 6–2, 6–4                              |
| Lucerna  | 1994       | Tier III                              | Torneo sospeso nei quarti di finale              | Torneo sospeso nei quarti di finale       | Torneo sospeso nei quarti di finale   |
| Lucerna  | 1995- 2015 | Non disputato                         | Non disputato                                    | Non disputato                             | Non disputato                         |
| Gstaad   | 2016       | International                         | Lara Arruabarrena Xenia Knoll                    | Annika Beck Evgenija Rodina               | 6–1, 3–6, [10–8]                      |
| Gstaad   | 2017       | International                         | Kiki Bertens Johanna Larsson                     | Viktorija Golubic Nina Stojanović         | 7–6(4), 4–6, [10–7]                   |
| Gstaad   | 2018       | International                         | Alexa Guarachi Desirae Krawczyk                  | Lara Arruabarrena Timea Bacsinszky        | 4–6, 6–4, [10–6]                      |
| Losanna  | 2019       | International                         | Anastasija Potapova Jana Sizikova                | Monique Adamczak Han Xinyun               | 6–2, 6–4                              |
| Losanna  | 2020       | Annullato per pandemia di Coronavirus | Annullato per pandemia di Coronavirus            | Annullato per pandemia di Coronavirus     | Annullato per pandemia di Coronavirus |
| Losanna  | 2021       | WTA 250                               | Susan Bandecchi Simona Waltert                   | Ulrikke Eikeri Valentini Grammatikopoulou | 6–3, 6(3)–7, [10–5]                   |
| Losanna  | 2022       | WTA 250                               | Olga Danilović Kristina Mladenovic               | Ulrikke Eikeri (2) Tamara Zidanšek        | w/o                                   |
| Losanna  | 2023       | WTA 250                               | Anna Bondár Diane Parry                          | Amina Anšba Anastasia Dețiuc              | 6–2, 6–1                              |